# Хавинсон, Владимир Хацкелевич
Влади́мир Ха́цкелевич Хавинсо́н (27 ноября 1946, Котбус, Бранденбург — 5 января 2024, Санкт-Петербург) — советский и российский геронтолог, доктор медицинских наук, профессор, член-корреспондент РАМН (2000), академик РАН (2022), заслуженный деятель науки РФ (2007), иностранный член (академик) АМН Украины, директор Санкт-Петербургского института биорегуляции и геронтологии СЗО РАМН (с 1992 года), президент Геронтологического общества РАН, заведующий кафедрой геронтологии и гериатрии Северо-западного государственного медицинского университета им. И. И. Мечникова, полковник медицинской службы.
Основные направления научной деятельности — геронтология, биохимия, иммунология. Технологии антивозрастной медицины; разработка новых классов пептидных биорегуляторов.
Создатель тималина, препарата с недоказанной эффективностью. В научной среде Владимира Хавинсона обвиняли в присвоении незаслуженных званий, а также критиковали за отсутствие убедительных клинических испытаний, которые показывали бы безопасность и эффективность разработанных им «пептидов». Член Общества специалистов доказательной медицины (президент в 2008—2017 годы, вице-президент с 2017 года) автор монографий о доказательной медицине и эпидемиологии доктор медицинских наук профессор Василий Власов назвал механизм их работы «фантастической гипотезой».
Российские СМИ называли Владимира Хавинсона «личным геронтологом Путина».

## Биография
Родился в семье офицера Хацкеля Хаимовича Хавинсона и Анны Яковлевны Хавинсон в Котбусе (ГДР). Окончив пять классов Минской общеобразовательной школы № 6, в 1959 году поступил в Минское суворовское военное училище, которое окончил в 1965 году с золотой медалью. В 1964 году стал чемпионом Минска по боксу, а в 1965 году завоевал титул чемпиона Белоруссии по лёгкой атлетике. В 1965 году поступил в Военно-медицинскую академию имени С. М. Кирова (Ленинград), по окончании которой в 1971 году получил диплом военного врача.
С 1971 по 1977 год состоял на военной службе в Забайкальском и Ленинградском военных округах. С 1975 года занимался геронтологическими разработками в Ленинграде по заказу Министерства обороны СССР. В 1977 году был назначен на должность старшего ординатора в Военно-медицинской академии. В 1978 году защитил кандидатскую диссертацию, а в 1987 году докторскую диссертацию в форме научного доклада.
В 1982 году стал младшим научным сотрудником, в 1985 году — старшим научным сотрудником академии.
В 1988 году возглавил научно-исследовательскую лабораторию биорегуляторов.
В 1989 году создал Государственный медико-биологический научно-производственный комплекс «Цитомед», который возглавлял в должности генерального директора до 1992 года.
В 1992 году профессор основал Институт биорегуляции и геронтологии и с тех пор являлся его директором.
В 2001 году Санкт-Петербургский институт биорегуляции и геронтологии вошёл в состав Северо-Западного отделения Российской академии медицинских наук.
В 1994 году был избран вице-президентом Геронтологического общества Российской академии наук, а в 1996 году стал членом Итальянской академии экономики и социальных наук и Российской академии естественных наук.
В 2000 году выступил инициатором и возглавил организационную работу по введению новой специальности: 14.01.30 — «Геронтология и гериатрия» (медицинские и биологические науки) в «Номенклатуру специальностей» научных работников Высшей аттестационной комиссии Минобрнауки России. В 2001 году в соответствии с указом Высшей аттестационной комиссии был основан диссертационный совет (Д 601.001.01).
Председатель Диссертационного совета Д.75.2.020.01, член Диссертационного совета Д.24.1.137.01 Института физиологии им И. П. Павлова РАН.
В 2003 году стал членом Президиума Северо-Западного отделения РАМН.
С 2002 по 2004 год занимал должность профессора кафедры геронтологии и гериатрии Санкт-Петербургской медицинской академии последипломного образования Минздрава России.
В 2006 году Хавинсон был включён в экспертный совет ВАК Минобрнауки России по медицинским наукам (секция по терапевтическим специальностям).
В 2007 году был назначен главным специалистом по геронтологии и гериатрии Комитета по здравоохранению Правительства Санкт-Петербурга.
С 2007 года являлся главным научным сотрудником, руководителем пептидной регуляции старения Института физиологии им И. П. Павлова РАН.
Состоял членом редколлегий и редакционных советов различных журналов: «Успехи геронтологии» (Санкт-Петербург), «Бюллетень экспериментальной биологии и медицины» (Москва), «Клиническая геронтология» (Москва), «Цитокины и воспаление» (Санкт-Петербург), «Geronto-Geriatric» (Мексика), «Вестник Геронтологического общества Российской академии наук» (Санкт-Петербург), «Медицинский академический журнал» (Санкт-Петербург), «Neuroendocrinology Letters» (Стокгольм).
В 2007 году был избран председателем секции биологии в Европейском региональном отделении Международной ассоциации геронтологии и гериатрии.
В 2011 году был избран президентом Европейского регионального отделения Международной ассоциации геронтологии и гериатрии.
Скончался 5 января 2024 года на 78-м году жизни в Санкт-Петербурге. Похоронен на Смоленском кладбище.

## Награды и звания
- Заслуженный изобретатель Российской Федерации (1988)
- Премия Совета Министров СССР (1990), «за разработку и внедрение в здравоохранение и ветеринарию новых высокоэффективных пептидных биорегуляторов»
- Премия имени К. М. Быкова АН СССР (1991), присуждена за монографию «Резистентность, стресс, регуляция», в соавторстве
- Ветеран Вооружённых сил Российской Федерации (1993)
- Государственная научная стипендия для выдающихся учёных (Президиум РАН, 1994, 1997)
- Памятная медаль им. лауреата Нобелевской премии П. Капицы «Автору научного открытия» (1996)
- Член-корреспондент Российской академии медицинских наук по специальности «геронтология и гериатрия» (по Северо-Западному отделению РАМН, 2000), затем член-корреспондент РАН, со 2 июня 2022 года был академиком РАН
- Государственная научная стипендия для выдающихся учёных России присуждена Президиумом Российской академии наук в 1994 и 1997 годах.
- Премия имени Т. И. Ярошевского (2002)
- Премия Национальной академии медицинских наук Украины (2002)
- Лауреат премии Национальной академии медицинских наук Украины (2003)
- Серебряная медаль П. Эрлиха «За выдающиеся достижения в области профилактической и социальной медицины» (Европейская академия естественных наук, 2006), присуждена Европейской академией естественных наук за выдающиеся достижения в профилактической и социальной медицине
- Диплом Государственной думы Российской Федерации за лучший проект, представленный на Экономическом форуме, (2007)
- «Заслуженный деятель науки Российской Федерации» (2007)[10]
- Премия Национальной академии наук Украины (2010)
- Иностранный член Национальной академии медицинских наук Украины (по специальности геронтология), 2011
- Орден Дружбы (26 октября 2016) — за большой вклад в развитие здравоохранения, медицинской науки и многолетнюю добросовестную работу[11]
- Орден почёта (2022)[12][13]
- 10 медалей и 4 почётных знака СССР и РФ и 6 медалей ВДНХ СССР.